# 니나 부르거
니나 부르거(독일어: Nina Burger, 1987년 12월 27일 ~ )는 오스트리아의 전직 여자 축구 선수로 선수 시절 포지션은 공격수였으며 오스트리아 여자 대표팀 국제 A매치 최다 득점자이자 자라 푼티감에 이어 팀내 A매치 최다 출전자이다.

## 클럽 경력
2005년 SV 노일렝바흐에 입단하며 프로에 첫 입문한 뒤 2014년까지 리그 9연속 우승(2005-06 ~ 2013-14), 오스트리아 여자 컵대회 7연패(2005-06 ~ 2011-12) 및 2연속 준우승(2012-13, 2013-14)의 성과를 거두며 팀의 주축 공격수로 맹위를 떨쳤다.
그리고 이러한 활약들을 바탕으로 미국 NWSL 소속팀인 휴스턴 대시로 이적하여 전 시즌 9팀 중 최하위에 그쳤던 팀을 5위로 끌어올리는데 공헌했으나 2014 시즌 종료 후 휴스턴 대시와의 계약을 해지했다.
그 뒤 2014-15 시즌을 앞두고 친정팀인 SV 노일렝바흐로 복귀하여 리그 우승 및 여자 컵대회 준우승 등에 기여했고 2014-15 시즌을 마친 뒤 독일 프라우엔-분데스리가의 SC 잔트로 이적하여 2018-19 시즌까지 팀의 주축 공격수로 맹활약하며 DFB-포칼 프라우엔 2연속 준우승(2015-16, 2016-17)의 돌풍에 이바지했으며 2018-19 시즌을 마지막으로 14년간의 현역 생활을 마무리했다.

## 국가대표 경력
2005년 오스트리아 여자 대표팀에 첫 합류한 이후 2019년 국가대표팀 유니폼을 반납할 때까지 14년동안 국제 A매치 통산 108경기 53골을 터뜨리면서 2016년 키프로스컵 우승, UEFA 여자 유로 2017 4강 진출 등에 기여하며 오스트리아 여자 대표팀의 에이스로 맹활약을 펼쳤다.

## 수상

### 클럽
SV 노일렝바흐
- 오스트리아 프라우엔리가 : 우승 (2005-06, 2006-07, 2007-08, 2008-09, 2009-10, 2010-11, 2011-12, 2012-13, 2013-14, 2014-15)
- 오스트리아 여자컵 : 우승 (2005-06, 2006-07, 2007-08, 2008-09, 2009-10, 2010-11, 2011-12), 준우승 (2012-13, 2013-14, 2014-15)

 SC 잔트
- DFB-포칼 프라우엔 : 준우승 (2015-16, 2016-17)

### 국가대표팀
오스트리아 (여자)
- 키프로스컵 : 우승 (2016)
- UEFA 유럽 여자 축구 선수권 대회 : 4강 (2017)

### 개인
- 오스트리아 프라우엔리가 최다 득점자 : 2006-07, 2007-08, 2008-09, 2009-10, 2010-11, 2011-12